# Phare d'Anseküla
Le phare d'Anseküla (en estonien : Anseküla Tuletorn) est un feu situé à Anseküla, sur la péninsule de Sõrve au sud de la grande île de Saaremaa, appartenant à la commune de Salme dans le Comté de Saare, en Estonie.
Il est géré par l'Administration maritime estonienne,.

## Histoire
La lumière originale, datant de 1921, était sur une église, qui a été détruite pendant la Seconde Guerre mondiale en 1944.
Le phare actuel a été construit en 1953 sur le côté est de la péninsule de Sõrve.

## Description
Le phare est une tour carrée en béton armé de 31 mètres de haut, avec une galerie et une lanterne. Il est peint en blanc sur les 2/3 inférieurs et noir sur la partie supérieure. Il émet, à une hauteur focale de 44 mètres, un bref éclat blanc toutes les 1.5 secondes. Sa portée nominale est de 7 milles nautiques (environ 13 km).
Identifiant : ARLHS : EST-020 ; EVA-932 - Amirauté : C-3710 - NGA : 12680 .

## Caractéristique dufeu maritime
Fréquence : 1.5 secondes (W)
- Lumière : 0.5 seconde
- Obscurité : 1 seconde

|                             |
| Île Saaremaa (localisation) |

### Lien connexe
- Liste des phares d'Estonie